# Koło (gmina)
Pour les articles homonymes, voir Koło (homonymie).
Koło est une gmina rurale du powiat de Koło, Grande-Pologne, dans le centre-ouest de la Pologne. Son siège est la ville de Koło, bien qu'elle ne fasse pas partie du territoire de la gmina.
La gmina couvre une superficie de 101,88 km2 pour une population de 6 995 habitants.

## Géographie
La gmina inclut les villages d'Aleksandrówka, Borki, Chojny, Czołowo, Czołowo-Kolonia, Dąbrowa, Dzierawy, Kaczyniec, Kamień, Kiełczew Górny, Kiełczew Smużny Czwarty, Kiełczew Smużny Pierwszy, Leśnica, Lubiny, Lucjanowo, Mikołajówek, Ochle, Podlesie, Powiercie, Powiercie-Kolonia, Przybyłów, Ruchenna, Skobielice, Sokołowo, Stellutyszki, Wandynów, Wrząca Wielka et Zawadka.
La gmina borde la ville de Koło et les gminy de Babiak, Dąbie, Grzegorzew, Kościelec, Kramsk et Osiek Mały.